# Lee Ingleby
Lee Ingleby, född den 28 januari 1976 i Burnley, Lancashire, är en brittisk film- och teaterskådespelare.

## Filmografi (i urval)
- 1998 – För evigt (Ever After: A Cinderella Story)
- 2001 – The Life and Adventures of Nicholas Nickleby
- 2003 – Master and Commander – Bortom världens ände (Master and Commander: The Far Side of the World)
- 2004 – Harry Potter och fången från Azkaban (Harry Potter and the Prisoner of Azkaban)
- 2004 – Haven
- 2005 – Hustle (TV-serie)
- 2005 – The Headsman
- 2006 – Life on Mars (TV-serie)
- 2007 – The Last Legion
- 2011 – Luther (TV-serie)
- 2011 – Being Human (TV-serie)
- 2014 – Our Zoo (TV-serie)
- 2015 – Last Knights